# Plectranthias klausewitzi
Plectranthias klausewitzi är en fiskart som beskrevs av Zajonz 2006. Plectranthias klausewitzi ingår i släktet Plectranthias och familjen havsabborrfiskar. Inga underarter finns listade i Catalogue of Life.